# Lazarus (film)
Lazarus – polski film obyczajowy z 1993 roku, w reżyserii Waldemara Dzikiego.

## Główne role
- Musa Luvuno – Lazar
- William Armstrong – Peter
- Karen Austin – Anna
- Gareth Marks – Gordon
- Gary Wilmot – pracownik socjalny
- Ryszard Filipski – Dziadek
- Cordelia Roche – Mary
- Edward Highmore – Tom